# The Uski's
The Uski's (uzki significa "ano" [en euskara], o también en "eusk-inglis" (y español); the eguzki's (eguzkiak, los soles)) es un reconocido grupo Euskadi / España de música; surf rock, rock'n'roll o pop. Procedente del país vasco, fundado a finales de los años 1990
Fundado en Ibarrangelu, sus temas están cantados en su práctica totalidad en un peculiar dialecto vizcaíno costero. Desarrollan un estilo desenfadado con inspiración en el mundo del surf y abundantes acompañamientos vocales que en ocasiones recuerda a The Beach Boys. Ellos prefieren alejarse de la etiqueta de "surf rock" y catalogan su música como rock'n'roll. Han publicado dos discos, disponibles en el catálogo de la discográfica independiente Oihuka.

## Miembros
- Iñigo Eiguren (Elantxobe) - voz
- Iñaki Astoreka (Laga-Ibarrangelu) - batería
- Jon Zameza (Elantxobe) - guitarra, bajo, coros
- Anartz Laka (Ibarrangelu) - guitarra, bajo, coros
- Oier Laka (Ibarrangelu) - guitarra, bajo, coros

## Discografía
- Itxosun zarati (Oihuka, 2005)
- Barikun (Oihuka, 2007)
- Katuek Bezala (Baga Biga Produkzioak, 2009)
- "Tximinotan" (Baga Biga Produkzioak, 2012)

Otros:
- Gaztea: The Singles (Oihuka, 2007): Recopilación de pop rock en euskera que incluye a artistas como Fermin Muguruza, Berri Txarrak, Betagarri, Mikel Erentxun, Amaia Montero y Ken Zazpi. The Uski's colaboran con su canción "Horrelako".